# Distretto di Xihu (Hangzhou)
Il distretto di Xihu (西湖区S, XihuP) è un distretto della Cina, situato nella provincia dello Zhejiang.